# Château des Robinières
Le château des Robinières est situé sur la commune de Scorbé-Clairvaux, dans le département de la Vienne.

## Situation
Il est situé à Scorbé-Clairvaux, au Haut Clairvaux. 

## Historique
Le château des Robinières été bâti à partir du début du XVIe siècle (1524), sous la responsabilité du premier propriétaire Hugues Lucas à proximité du château du Haut-Clairvaux. Ce fief relève de la baronnie de Clairvaux. 
Au début du XVIIe siècle, l'aménagement des Robinières fait l'objet d'un conflit entre François Lucas et Charlotte-Catherine de Villequier, veuve de Jacques d'Aumont, comtesse de Clairvaux, propriétaire du Château de Clairvaux. Celle-ci lui reprochait en particulier d'avoir fait fortifier son logis. Après son décès survenu en 1623, son fils, César d'Aumont, marquis de Clairvaux, donna son accord à François Lucas en 1626 de « faire parachever, construire et bâtir sa dite maison des Robinières, tenue hommagement au dit marquisat de Clairvaux, ... sans cependant pouvoir faire faire aucune forteresse, fortification qui put apporter aucune incommodité au château de Clairvaux ».
Certains éléments sont inscrits au titre des monuments historiques depuis le 27 juin 1984.